# Spilosoma bifurca
Spilosoma bifurca är en fjärilsart som beskrevs av Walker 1855. Spilosoma bifurca ingår i släktet Spilosoma och familjen björnspinnare. Inga underarter finns listade i Catalogue of Life.